# Талас (тропический шторм, 2017)
Жестокий тропический шторм Талас — тропический циклон, ударивший по Вьетнаму в середине июля 2017. Он развился из зоны низкого давления, располагавшейся над Южно-Китайским морем 13 июля. На следующий день она превратилась в тропическую депрессию, а к 16 июля циклон усилился до жестокого тропического шторма, непосредственно перед выходом на сушу во Вьетнаме, над которым он и разрушился на следующий день, лишившись подпитки энергии от теплых вод океана. Шторм Талас был четвёртым циклоном, получившим имя собственное, в сезоне тихоокеанских тайфунов 2017 года.
Основной ущерб циклон вызвал во Вьетнама: погибли 14 человек, были повреждены около 2700 домов, более 50 лодок затонули из-за высоких волн, вызванных Талосом. На территории страны был уничтожены сельскохозяйственные посадки на площади порядка 100000 гектаров. Экономический ущерб был оценен в 1.6 триллиона вьетнамских донгов.

## Метеорологическая история
13 июля Объединённый американский военно-морской центр по предупреждению о тайфунах (JTWC) начал отслеживать тропическое возмущение, расположенное в 648 км к югу от Ханоя. На следующий день в шесть часов утра Японское метеорологическое агентство (JMA) классифицировало циклон как тропическую депрессию, медленно перемещающуюся к северо-западу. через шесть часов JMA выпустило первую рекомендацию. В это же время в циклоне усредненный за 10 минут ветер дул со скоростью в 55 км/ч. Ранним утром 15 июля JTWC выпустил предупреждение о формировании тропического циклона после обнаружения на спутниковых снимках мощной конвекции и признаков формирования глаза шторма. В связи с дальнейшем развитием циклона JMA присвоило ему статус тропического шторма и назначило имя Талас, в полдень JTWC присвоил циклону статус тропической депрессии, а через несколько часов повысил его до тропического шторма со скоростью ветра, усредненной на минутном интервале, равной 65 км/ч.
16 июля Талос продолжил усиливаться, поскольку атмосферные условия (вертикальный сдвиг ветра и хороший отток) и достаточно высокая температура поверхности моря помогали ему наращивать мощь. В 9 часов утра JMA присвоило циклону статус жестокого тропического шторма с усредненной за десять минут скоростью ветра в 95 км/ч и минимальным атмосферным давлением в 958 гПа, в этот момент шторм был на пике своего развития. Приблизительно в это же время JTWC зафиксировал значение усредненной за одну минуту скорости ветра в 95 км/ч. Вскоре после этих измерений Талас начал ослабевать из-за взаимодействия с сушей, и JMA понизило его статус до тропического циклона. Приблизительно в шесть часов вечера циклон вышел на сушу недалеко от вьетнамского города Винь, расположенного в регионе Чунгбо. Через три часа JTWC выпустил финальное сообщение о шторме Талос из-за его быстрого разрушения по мере продвижения вглубь суши. JMA выпустило свое финальное сообщение в девять часов утра 17 июля, когда остатки циклона были расположены над северным Лаосом.

## Подготовка и последствия

### Вьетнам
Талас вышел на сушу вблизи города Винь примерно в шесть часов вечера 16 июля, ослабев перед этим до тропического шторма. По данным центрального руководящего комитета по предотвращению стихийных бедствий и спасению в провинции Нгеан было повреждено более 2700 домов. Национальный центр гидрометеорологического прогнозирования Вьетнама сообщал о регистрации порывов ветра со скоростью до 100 км/ч, а также о регистрации вызванных им разрушений в провинциях Нгеан, Тханьхоа и Хатинь. В центральных и северных провинциях, местами, выпало более 400 мм осадков, в Ханое выпало 100 мм. Вечером 16 июля шторм потопил судно, перевозившее уголь, только троих членов экипажа удалось спасти, десять человек были объявлены пропавшими без вести, скорее всего они погибли. В провинции Куангбинь рыбацкие лодки были выброшены на берег пятиметровыми штормовыми волнами, семь человек получили ранения. 17 июля в столице Вьетнама более 4000 пассажиров не смогли выехать в другие города из-за затопления улиц и отмены поездов. Поезда из Ханоя в Винь были полностью отменены, а из Ханоя в Сайгон были задержаны на срок от пяти до семи часов.
На территории Вьетнама шторм Талас привел к смерти 14 человек, повреждении 2700 домов, затоплению 50 лодок. Был уничтожен урожай на площади около ста тысяч гектаров. Ущерб провинции Нгеан был оценен в 993 миллиарда донгов, а общий экономический ущерб на всей территории Вьетнама оценивался в 1.6 триллиона донгов.

### Хайнань
16 июля китайская национальная обсерватория выпустила синие предупреждение для залива Бакбо и провинции Хайнань. Около 22900 рыбацких лодок и более 39000 работников морских ферм были эвакуированы в провинцию Гуандун. Во время наибольшего приближения Таласа к острову на территории его южной части фиксировались ветра со скоростью до 75 км/ч и выпало до 150 мм осадков. С острова вблизи побережья провинции Гуандун были эвакуированы 49 туристов, которые вопреки прогнозу погоды отправились на обычно необитаемый остров и не смогли его вовремя покинуть. Для эвакуации использовался спасательный корабль и вертолет, поскольку из-за штормового моря сам корабль не мог подойти к берегу и на его борт эвакуируемых перевозил вертолет. Никто из туристов не пострадал. Экономический ущерб, нанесенный провинции Хайнань, был оценен в 24 миллиона юаней, общий экономический урон Китаю оценен в 60 миллионов юаней.